# 卡瓦尼亚斯德拉萨格拉
卡瓦尼亚斯德拉萨格拉，是西班牙卡斯蒂利亚-拉曼恰托莱多省的一个市镇。总面积17平方公里，总人口1312人（2001年），人口密度77人/平方公里。